# Marie-Dominique Chenu
Marie-Dominique Chenu (Soisy-sur-Seine, 7 februari 1895 - 11 februari 1990) was een Frans katholiek theoloog en historicus die aan de oorsprong stond van de Nouvelle Théologie. Hij nam als adviseur deel aan het Tweede Vaticaans Concilie (1962-1965).
Chenu trad in 1913 in bij de orde van de Dominicanen. Van 1914 tot 1920 studeerde hij theologie te Rome. Van 1920 tot 1942 was hij hoogleraar middeleeuwse theologie en inleiding in de theologie aan het dominicaanse studiehuis Le Saulchoir. Ook Yves Congar doceerde hier. In 1937 publiceerde hij de studie Une école de théologie: Le Saulchoir, waarin hij behalve de opzet van het studieprogramma van Le Saulchoir ook zijn visie op Kerk en theologie presenteerde, in feite het eerste werk van de Nouvelle Théologie. In 1942 werd dit boek vanwege de aanklacht van ketterij (neo-modernisme) op de Index geplaatst door Paus Pius XII. Van 1931 tot 1936 was Chenu ook directeur van het Institut d'études médiévales te Ottawa. In 1947 werd hij professor aan de Sorbonne, waar hij middeleeuwse geschiedenis doceerde. Vanaf 1953 doceerde hij ook aan het Institut Catholique de Paris.
In de jaren vlak na de Tweede Wereldoorlog ondersteunde Chenu de initiatieven voor een beweging van priester-arbeiders. In 1942 was het rapport France, pays de mission (Frankrijk, missieland) verschenen over de geloofssituatie onder Parijse arbeiders. De beweging van priester-arbeiders probeerde een nieuwe vorm van pastoraat onder arbeiders te realiseren. De beweging werd begin jaren vijftig een halt toegeroepen nadat verschillende onder hen lid waren geworden van (linkse) vakbonden en politieke partijen. Een artikel ter theologische fundering van de priester-arbeiders leidde in 1954 opnieuw tot een kerkelijke veroordeling. Chenu wist arbeid op een nieuwe wijze tot een theologisch thema te maken.
Als mediëvist stond Chenu een wijze van theologiseren voor waarbij men bijvoorbeeld niet enkel de theologie van het thomisme als bron van de kerkelijke leer bestudeert, maar die vooral in een historische context leert begrijpen. "Het verstaan van de tekenen van de tijd" (Matteüs 16,3) is zijn motto: Kerk en wereld, Kerk en geschiedenis horen bij elkaar en beïnvloeden elkaar. Zo nam hij een eerder evolutionair concept van geloofsleer aan. Tot zijn beroemdste historische studies behoren La théologie au douzième siècle en La théologie comme science au treizième siècle, beide uit 1957, en verschillende boeken over Thomas van Aquino, elk in meerdere talen vertaald.
Chenu kon als adviseur van de bisschoppen van Madagaskar deelnemen aan het Tweede Vaticaans Concilie (1962-1965), waar hij met andere jonge theologen, zoals zijn oud-student Edward Schillebeeckx, grote invloed uitoefende op de totstandkoming van de constituties van dit concilie, het meest op Gaudium et Spes. In de jaren na dit concilie confronteerde Chenu zijn theologische visies met het marxisme en de bevrijdingstheologie. Dialoog en kritische reflectie zijn verdere kenmerken van zijn theologie. Tot op hoge leeftijd bleef Chenu actief. Hij bleef het gesprek aangaan met jonge, vooral progressieve, theologen. De weerslag van zijn theologisch denken is neergelegd in een groot aantal boeken en artikelen die raken aan vele aspecten van kerk, geloof en theologie.
- Bibsys: 90500173
- Biblioteca Nacional de España: XX855831
- Bibliothèque nationale de France: cb11896543n (data)
- Catàleg d'autoritats de noms i títols de Catalunya: 981058511802806706
- CiNii: DA01410664
- Gemeinsame Normdatei: 119148501
- International Standard Name Identifier: 0000 0000 8174 0326
- Library of Congress Control Number: n50038218
- Nationale Bibliotheek van Letland: 000028370
- Nationale Bibliotheek van Tsjechië: jn20010310153
- Nationale bibliotheek van Australië: 35027762
- Nationale Bibliotheek van Israël: 987007259644405171
- Nationale en Universitaire bibliotheek Zagreb: 000101829
- Nederlandse Thesaurus van Auteursnamen: 06823015X
- Istituto Centrale per il Catalogo Unico: CFIV051691
- LIBRIS: 321366
- Système universitaire de documentation: 02775281X
- Trove: 801199
- Virtual International Authority File: 108977559
- WorldCat: E39PBJfcK7mQRy8JRCPvHjVQv3